# 정크 본드
쓰레기 채권(영어: junk bond 정크 본드[*])은 과거에는 신용 등급이 높았지만 경영 악화나 실적 부진으로 신용 등급이 급격하게 낮아졌을 때 그 기업이 발행했던 채권을 말한다. 이 용어는 마이클 밀켄이 1970년대에 하위등급 채권을 정크(쓰레기)라고 부른 데에서 비롯하였다. 고수익채권(high-yield debt), 열등채라고도 부른다. 부실한 중소 기업이 발행한 채권, 기업의 매수 및 합병을 조달하기 위해 발행한 채권 등을 두루 일컫는다. 인수합병 과정을 자금공급 측면에서 뒷받침해 온 정크 본드 시장은 1990년대에 붕괴하였다.
정크 본드는 이율은 높게 설정되어 있지만 그만큼 일반적으로 신용 등급 설정이 낮고 원금 손실이 일어날 위험성이 높다. 이와 반대로, 신용 등급이 높고 원금 손실이 일어날 위험성이 낮은 채권으로 소버린 본드(sovereign bond)가 있다.

## 참조
1. ↑  고교생이 알아야 할 논술. 40쪽. (주)신원문화사. ISBN 89-359-0898-3
2. ↑  윤성민 외 (2002). 《기업민주주의와 기업지배구조》. 민주주의사회연구소 편. 백산서당. 173쪽. ISBN.